# Darwinisme
 Denne artikel omhandler Darwins oprindelige teori om evolution. For den moderne forståelse af evolutionslæren, se Evolution.
Darwinisme, også kaldet Darwinistisk teori, er en videnskabelig teori om biologisk evolution, der blev udviklet af den engelske naturalist Charles Darwin og andre. Teorien beskriver hvordan alle arter opstår og udvikles via naturlig udvælgelse af små, nedarvede variationer, der øger individets evne til at konkurrere, overleve og formere sig. Oprindeligt var bredere koncepter som arters transmutation eller tidligere forestillinger om evolution inkluderede i teorien, der vandt offentlig anerkendelse efter udgivelsen af Darwins Arternes Oprindelse i 1859. Den engelske biolog Thomas Henry Huxley introducerede udtrykket darwinisme i april 1860.

## Terminologi
Fra og med Huxley anvendtes darwinisme specifikt om koncepterne naturlig udvælgelse, Weissmannbarrieren eller molekylærbiologiens centrale dogme. Selv om udtrykket almindeligvis alene bruges om biologisk evolution har kreationister anvendt det som reference til livets oprindelse eller kosmisk evolution, der begge er separate felter og altså ikke sammenhørende med biologisk evolution. Således betegner udtrykket accepten af Darwins og hans forgængeres arbejder frem for andre koncepter, herunder guddommelig skabelse eller udenjordisk oprindelse.
Blandt de almindelige evolutionære koncepter, udtrykket darwinisme dækkede over fra Huxleys første anvendelse af ordet, var koncepter tidligere udgivet af den engelske filosof Herbert Spencer, der senere fremsatte hypotesen om socialdarwinisme, og som er ophav til udtrykket "den stærkeste overlever". Mange af de tidlige fortalere for darwinisme, herunder Huxley, var skeptiske overfor den betydning, naturlig udvælgelse spiller, og Darwin tillagde selv det, der senere blev kaldt lamarckisme, betydning. Den strikse neo-darwinisme, fremsat af den tyske evolutionsbiolog August Weismann, fik få tilhængere i det 19. århundrede. I perioden fra 1880'erne til omtrent 1920, der undertiden kaldes for "the eclipse of Darwinism", var der flere videnskabsfolk, der fremsatte teorier om en række alternative evolutionære mekanismer, der dog endte med at vise sig uholdbare. Med udviklingen af den moderne syntese, der vandt frem i starten af det 20. århundrede, og som integrerede populationsgenetik og Gregor Mendels nedarvningslove i darwinismen, gav darwinismen nyt liv, nu i en opdateret form.
Selv om udtrykket darwinisme fortsat anvendes af offentligheden som reference til moderne evolutionsteori, så er der stadig stærkere røster blandt videnskabelige skribenter som Olivia Judson, Euginie Scott og Carl Safina der taler for at det er en forkert anvendelse af udtrykket. Darwin var for eksempel ikke bekendt med det arbejde den augustinske videnskabsmand og munk Gregor Mendel havde gjort, og han havde derfor kun ringe forståelse af biologisk arv, da han skrev sin teori. Af naturlige årsager havde han ingen idé om senere tiders opdagelser og teorier, og havde derfor, som Mendel, ingen viden om teorier som genetisk drift.
Særligt i USA anvendes udtrykket "darwinisme" pejorativt, særligt blandt kreationister, om koncepter som videnskabelig materialisme, men i lande som Storbritannien har udtrykket ingen negativ betydning og anvendes frit om den mængde af teorier, der omhandler evolution, og især om evolution ved naturlig udvælgelse.

## Fortolkninger af darwinisme

### Thomas Henry Huxley
Da Huxley først læste Darwins teori i 1858, svarede han med "Hvor ekstremt dumt ikke at have tænkt på dét!"
Mens udtrykket "darwinisme" tidligere havde været brugt som reference til Charles Darwins farfar Erasmus Darwins arbejde fra sidste del af det 18. århundrede, så ændredes det til sin nuværende betydning med Huxleys anmeldelse af Charles Darwins bog "Arternes oprindelse" fra 1859; anmeldelsen udkom i april 1860-udgaven af Westminster Review. Huxley hyldede bogen, som han kaldte "en sand Whitworthriffel i liberalismens arsenal". Med bogen kunne Huxley sætte videnskabelig naturalisme over teologi, og han priste Darwins idéers anvendelighed, mens han dog stadig udtrykte faglige betænkeligheder ved Darwins gradualisme og tvivlede på, at det ville kunne påvises at naturlig udvælgelse kunne skabe nye arter. Han sammenlignede Darwins bedrift med Nicolaus Kopernikus' da denne forklarede planeternes bevægelser:
| Citat              | Hvad om darwinismens bane skulle være lidt for cirkulær? Hvad om arter hist og hér skulle præsentere tilbageblivende fænomener, der ikke kan forklares med naturlig udvælgelse? Det er muligt, at naturalister om tyve år er i stand til at sige om dette er eller ikke er tilfældet; uanset hvad vil de stadig skylde forfatteren af "Arternes Oprindelse" en enorm taknemmelighed... og set som et hele, så tror vi ikke at der, siden udgivelsen af Von Baer's "Undersøgelser af udvikling" for tredive år siden, er fremkommet et værk, der har kunnet yde så stor en indflydelse, ikke blot for biologiens fremtid, men også for videnskabens triumf over tankefelter hvilke hun endnu kun dårligt har berørt. | Citat |
| Huxley, T.H., 1859 | |       |

Disse er de grundlæggende principper for evolution ved naturlig udvælgelse, som det blev defineret af Darwin:
1. Hver generation frembringer flere individer, end der overlever.
2. Individer har fænotypiske variationer, og disse variationer kan nedarves.
3. De individer, der har arvelige egenskaber der er bedre tilpasset miljøet, vil overleve.
4. Når reproduktiv isolation finder sted, vil nye arter dannes.

### Pyotr Kropotkin
En anden vigtig evolutionær teoretiker fra samme periode var den russiske geograf og fremtrædende anarkist Pyotr Kropotkin som, i sin bog Mutual Aid: A Factor of Evolution fra 1902, talte for en forståelse af Darwinisme, som er modsatrettet Huxley. Hans forståelse var centreret om hvad han så som udbredt samarbejde som en overlevelsesmekanisme, i menneskelige samfund som i dyr. Han brugte biologiske og sociologiske argumenter i forsøget på at vise, at den drivende kraft bag evolution er samarbejde mellem individer i frit organiserede samfund og grupper. Denne forståelse var et forsøg på at modvirke forståelsen af vild konkurrence som hjørnesten i evolution, hvilket gav et rationale for periodens fremherskende politiske, økonomiske og sociologiske teorier, såvel som for at modvirke fremherskende fortolkninger af darwinisme, som Huxleys, hvem Kropotkin så som modstandere. Kropotkins opfattelse af darwinisme kan opsummeres i dette citat:
| Citat                                                          | I dyreverdenen har vi set, at et overvældende flertal af arter lever i samfund, og at de i samværet finder de bedste våben i kampen for overlevelse - set, naturligvis, i den brede darwinistiske forståelse, ikke som en kamp alene for eksistens, men som en kamp mod alle naturlige forhold, der er ugunstige for arten. De dyrearter, for hvem individuel kamp er blevet reduceret til det mindst mulige, og for hvem gensidig hjælp er blevet udviklet til det højest mulige, er uvægerligt de mest talrige, de mest fremgangsrige, og de mest åbne for videre udvikling. Den gensidige beskyttelse, der opnås i disse tilfælde, muligheden for at opnå en høj alder, at samle og bevare erfaringsviden, den højere intellektuelle udvikling, og den videre udvikling af sociale tendenser, sikrer artens vedligehold, dens udbrededelse, og dens videre, fremadskridende evolution. De usociale arter, derimod, er dømt til forfald. | Citat |
| Peter Kropotkin: Mutual Aid: A Factor of Evolution, Conclusion | |       |

### Anden anvendelse i det 19. århundrede
"Darwinisme" kom snart til at stå for en hel række af evolutionære (og ofte revolutionære) filosofier omhandlende såvel biologi som samfund. En af de mere fremtrædende tilgange, der kan opsummeres i Herbert Spencers frase fra 1864 ("den stærkeste overlever") blev senere symbolet på darwinisme, selv om Spencers egen forståelse af evolution (som udtrykt i 1857) lå tættere op ad Jean-Baptiste Lamarcks end Darwins. Det, der nu kaldes socialdarwinisme, var i sin tid synonymt med darwinisme, og dækkede over anvendelsen af darwinistiske principper på samfundsmæssige "kampe", som regel som støtte til anti-filantropiske politiske dagsordener. En anden fortolkning stammer bemærkelsesværdigt fra Darwins granfætter Francis Galton. Han mente, at darwinisme indebar, at fordi naturlig udvælgelse åbenbart ikke længere havde effekt på "civiliserede" mennesker, så var det muligt for "lavere" stammer af mennesker (der normalt ville blive filtreret ud af genpuljen) at overvælde de "højere" stammer, hvorfor bevidste, korrigerende tiltag måtte være ønskelige. Dette var starten på racehygiejnen.
På Darwins tid var der ingen fast definition af udtrykket "darwinisme", der derfor af fortalere for såvel som opponenter af Darwins biologiske teori blev brugt i hvilken betydning, der måtte passe ind i en given kontekst. Idéerne havde international betydning; Ernst Haeckel udviklede hvad der blev kendt som "darwinismus" i Tyskland, selvom Haeckels "darwinisme", ganske som Spencers "evolution", ikke var fokuseret på naturlig udvælgelse og derfor kun havde overordnet lighed med Charles Darwins teori.
I 1886 tog Alfred Russel Wallace på foredragsturné gennem USA, fra New York til Boston, Washington, Kansas, Iowa og Nebraska til Californien. Undervejs gav han foredrag om det, han kaldte "darwinisme" uden problemer. I bogen Darwinisme fra 1889 brugte Wallace udtrykket "pure-Darwinism" ("ren darwinisme"), med hvilket han forestillede sig "større effektivitet" for naturlig udvælgelse. George Romanes kaldte dette syn på evolution for "Wallaceism" og bemærkede, at i modsætning til Darwin advokerede dette for en "ren teori for naturlig udvælgelse i grad, der ekskluderer enhver supplerende teori." Mens han lod sig inspirere af Darwin, så var Romanes en fortaler for både naturlig udvælgelse og nedarvning af tilkomne karakteristika - det sidste af hvilke Wallace afviste, idet han rent bekendte sig til selektion. Romanes' definition af darwinisme lå helt i tråd med Darwins syn på sagen, og stod i kontrast til Wallaces definition af udtrykket.